# Herman Fogelin
Herman Fogelin, född 29 juli 1947 i Uddevalla, död 20 november 2020 i Göteborg, var en svensk konsthantverkare och keramikkonstnär.
Fogelin studerade vid Konstindustriskolan 1970–1974 där bland andra Carl-Harry Stålhane var hans lärare. Han har bland annat gjort offentlig konst i Lundbytunneln, Gårda brandstation, Sahlgrenska sjukhuset i Göteborg och forskningsbiblioteket på Karolinska institutet i Stockholm. Hans konstnärliga förebild var Birger Kaipiainen.
Fogelin mottog Göteborgs Spårvägars kulturpris 2010 och fick då en spårvagn, nr 419, uppkallad efter sig.